# Kaganaias hakusanensis
La kaganaias (Kaganaias hakusanensis) è un rettile estinto, appartenente agli squamati. Visse nel Cretaceo inferiore (Aptiano, circa 115 milioni di anni fa) e i suoi resti sono stati ritrovati in Giappone.

## Descrizione
Questo animale era di piccole dimensioni (circa 50 centimetri di lunghezza) e possedeva un corpo allungato; come molte altre lucertole semiacquatiche del Cretaceo, Kaganaias possedeva zampe di dimensioni ridotte. Kaganaias è conosciuto attraverso due esemplari: l'esemplare tipo è uno scheletro parziale, costituito da numerose costole, vertebre e parti della coda e delle zampe, mentre il secondo esemplare è noto per ulteriori costole e parti del cranio, tra cui la mascella. Il corpo di Kaganaias era lungo e piuttosto largo nella regione del torace, ma era anche stranamente appiattito.

## Classificazione
Questo rettile è un rappresentante degli squamati, il gruppo di rettili diapsidi che raggruppano attualmente lucertole e serpenti. In particolare, Kaganaias è stato classificato fra i varanoidi (Varanoidea), il gruppo di lucertole che include i varani e gli antenati dei serpenti. In particolare, sono state proposte affinità con la famiglia dei dolicosauridi. In questa specie potrebbe essere stato presente un dimorfismo sessuale, ma non è certo a causa della scarsità di resti fossili.

## Significato dei fossili
Kaganaias è il più antico squamato acquatico noto, ed è anche l'unico noto in Asia. Al contrario della maggior parte dei suoi parenti acquatici, Kaganaias è conosciuto per resti fossili ritrovati nell'entroterra. Il suo nome generico significa “Ninfa dell'acqua di Kaga”, dal nome della provincia di Kaga, antico nome della prefettura di Ishikawa. L'epiteto specifico, hakusanensis, deriva dalla montagna che dà il nome alla città di Hakusan, vicino al sito del ritrovamento. La formazione geologica in cui Kaganaias è stato rinvenuto è il gruppo Tetori, dal quale sono stati riportati alla luce numerosi resti di molluschi, dinosauri, pesci e pterosauri.

## Stile di vita
Kaganaias viveva in una regione fertile dell'entroterra simile a un acquitrino, forse una grande pianura alluvionale coperta dalle acque per gran parte dell'anno. I fossili furono scoperti da una squadra di costruzioni mentre stava scavando un nuovo tunnel attraverso un picco nel 1997. Quasi sicuramente Kaganaias si muoveva attraverso l'acqua usando un movimento simile a quello dei serpenti e alle corte zampe per direzionarsi. Probabilmente Kaganaias si nutriva di piccoli vertebrati o molluschi (i cui resti sono stati ritrovati nell'area circostante) ma ciò deve ancora essere confermato dai resti delle feci fossili rinvenute.